# Lucas Mangope
Kgosi Lucas Manyane Mangope (Motswedi, Transvaal; 27 de diciembre de 1923-18 de enero de 2018) fue un político sudafricano que fue presidente del bantustán de Bofutatsuana.

## Biografía
Mangope era profesor de escuela hasta que tras la muerte de su padre en 1959 pasó a ser el jefe de la tribu Motsweda Ba hurutshe-Boo-Manyane.
En 1971 Mangope paso a ocupar el cargo de ministro jefe de la Asamblea legislativa de Bofutatsuana. En 1977 se convirtió en el presidente del territorio, conservando el cargo hasta la reincorporación con el resto de Sudáfrica en 1994. En 1988 Mangope necesitó de la ayuda del ejército sudafricano para aplacar un intento de golpe de Estado en contra de su gobierno.
En 1994 Mangope se oponía a la reunificación con Sudáfrica pues esto representaría para él la pérdida del poder. En consecuencia declaró que Bofutatsuana no participaría en las primeras elecciones multirraciales de la historia de Sudáfrica. La población que estaba ansiosa por participar salió a las calles a protestar. Un grupo fundamentalista blanco de extrema derecha, denominado Movimiento de Resistencia Afrikáner (AWB) que se oponía a las reformas, quiso tomar ventaja de la situación para causar más disturbios y conmoción con la esperanza de que la violencia creara un caos tal que forzara la cancelación de los procesos de reforma política. Miembros armadas de AWB entraron en Bofutatsuana y se vieron envueltos en diversos hechos violentos; algunos capturados por las cámaras de la prensa extranjera, lo que desencadenó un desastre de relaciones públicas para el AWB y Mangope —a pesar de ambos estar en lados opuestos, eventualmente ambos compartían el mismo objetivo—. Los disturbios de la población en oposición a Mangope, hicieron la situación de éste insostenible, y fue reemplazado por un gobierno interino que coordinó por unos días el proceso de disolución en incorporación al proceso electoral.
En 1998 Mangope fue declarado culpable en un juicio en su contra por fraude. Fue el líder del Partido Unido Democrático Cristiano Sudafricano hasta el día de su fallecimiento.